# Pluzunet
Pluzunet (bret. Plûned) – miejscowość i gmina we Francji, w regionie Bretania, w departamencie Côtes-d’Armor.
Według danych na rok 1990 gminę zamieszkiwało 1021 osób, a gęstość zaludnienia wynosiła 45 osób/km² (wśród 1269 gmin Bretanii Pluzunet plasuje się na 573. miejscu pod względem liczby ludności, natomiast pod względem powierzchni na miejscu 434.).